# Ryu Seung-min
Ryu Seung-min (Seul, 5 agosto 1982) è un tennistavolista sudcoreano.

## Caratteristiche tecniche
È un giocatore dal tipico stile coreano con l'impugnatura a penna e la racchetta un po' allungata (a paletta). Come tutti i  coreani fa della velocità di gambe e di esecuzione la sua arma migliore in più è un giocatore molto tecnico che se in giornata risulta difficilissimo da battere.

## Palmarès
Olimpiadi
- Atene 2004: oro nel singolo.
- Pechino 2008: bronzo a squadre.
- Londra 2012: argento a squadre.

Mondiali
- Osaka 2001: bronzo a squadre
- Doha 2004: bronzo a squadre
- Brema 2006: argento a squadre
- Zagabria 2007: bronzo nel singolo
- Guangzhou 2008: argento a squadre

Pro tour: ha vinto 3 pro tour in carriera (Cairo 2004, Chicago 2004, Santiago 2008)